# Bob Bert
Bob Bert, pseudonimo di Robert Bertelli (Hoboken, ...), è un batterista statunitense.
È diventato famoso per essere stato uno dei primi batteristi ad accostare alla classica batteria altri pezzi di metallo e lamiere raccolte tra i rifiuti.
Ha suonato con: Sonic Youth (1983-1985), Pussy Galore (1987-1990), Bewitched, Action Swingers, Chrome Cranks, Knoxville Girls (1999-2001), The International Shades.

## Biografia
La sua collaborazione con i Sonic Youth è limitata agli album Confusion Is Sex, Sonic Death, e Bad Moon Rising. Dopo Bad Moon Rising, Bert lasciò il gruppo. I Sonic Youth lo rimpiazzarono con Steve Shelley. Successivamente Bert contribuì durante la seconda metà degli anni ottanta al lavoro del gruppo Pussy Galore, e collaborò anche al gruppo formatosi successivamente allo scioglimento di questi ultimi.
Nei primi anni novanta Bert formò i Chrome Cranks (che includevano Peter Aaron alla voce, Jerry Teel al basso e William Weber alla chitarra). Dopo lo scioglimento dei Chrome Cranks, Bert insieme a Kid Congo (chitarra), Jack Martin (chitarra), Jerry Teel (basso, voce) e Barry London (organo) formarono il gruppo con base a New York Knoxville Girls.
Allo stesso tempo Bert realizza una serie di pubblicazioni con i Bewitched (gruppo nel quale suona insieme alla cantante Susanne Sasic, al chitarrista Dave Rick (Yo La Tengo) e al trombettista Marc Cunningham. Le pubblicazioni di questo gruppo sono: Chocolate Frenzy 12" EP, e gli album Brain Eater e Harshing my Mellow (su etichetta No. 6 Records) ed il 7" Hey White Homie su etichetta Sub Pop. I Bewitched andarono in tour con i Sonic Youth e le STP (gruppo di breve durata formato da componenti donne tra le quali Julie Cafritz, ex chitarrista dei Pussy Galore) durante l'estate del 1990, l'anno in cui i Sonic Youth realizzarono l'album Goo.
Verso la fine degli anni novanta Bert (con la moglie, l'artista Linda Wolfe) inizia la pubblicazione di BBGun, una fanzine che si occupa principalmente della scena noise/punk/alternativa.
Attualmente Bert suona con gli International Shades, che includono, tra gli altri, l'ex chitarrista dei Live Skull Mark C. e l'ex Pier Platters Dorian Gary.